# Surdulica
Koordinaten: 42° 42′ N, 22° 10′ O

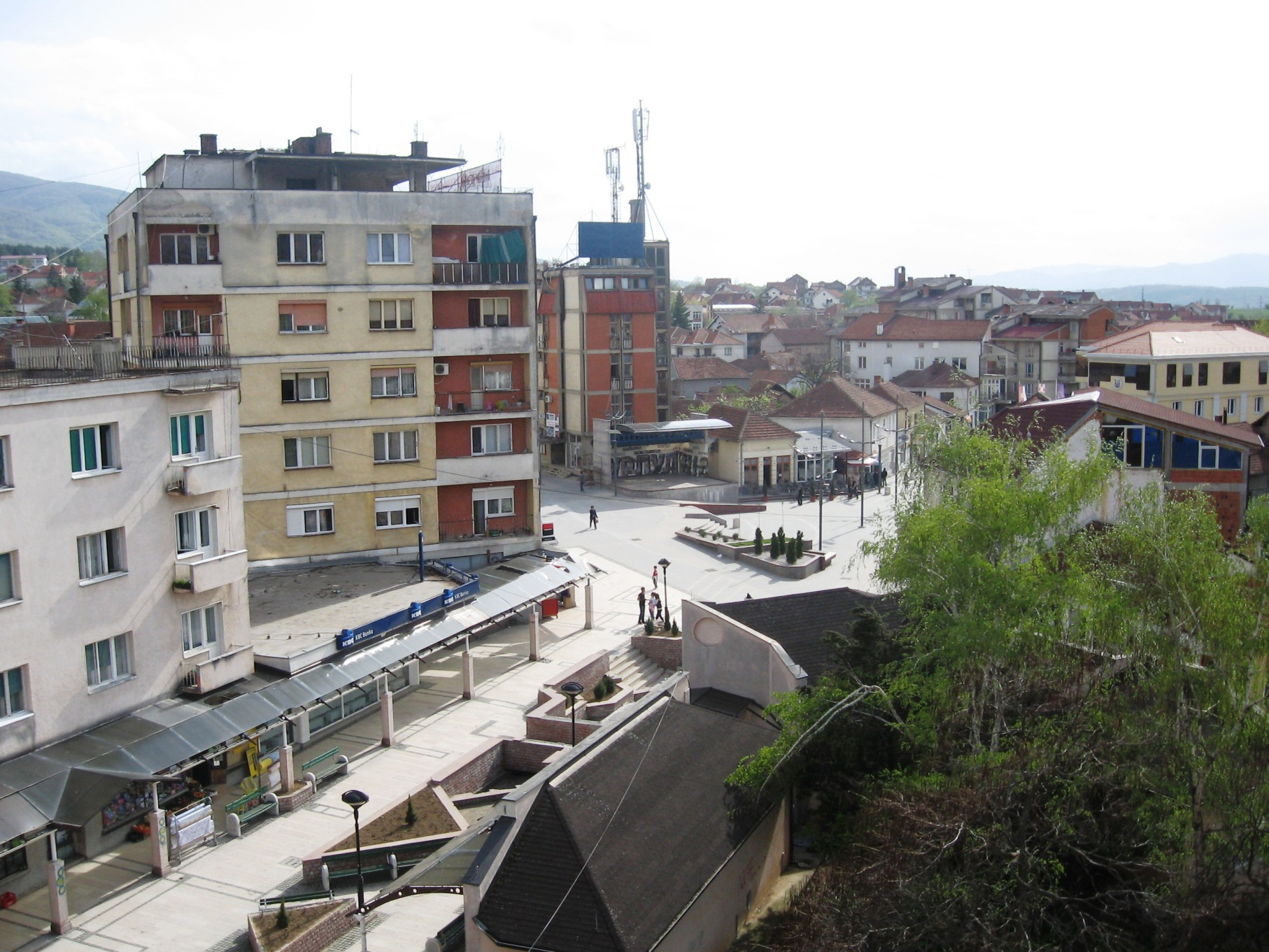
Zentrum von Surdulica

Surdulica ist eine Kleinstadt in Südserbien.
Die Stadt liegt etwa 35 km von Vranje entfernt im Pcinjski Okrug und hatte im Jahr 2011 11.400 Einwohner. Zur Stadt gehören 35 kleinere Ortschaften, darunter Jelasnica, Suvojnica, Binovce, Zaguzanje, Vlasina, Bozica, Masurica, Dugojnica, Kalabovce, Belo-Polje, Kijevac, Promaja, Alakince, Bitvrdja, Curkovica, Stajkovce, Novo Selo, Kostreševci, Topli Do, Vlasina Rid und Leskova Bara, mit insgesamt 20.315 Einwohnern.
Einwohnerentwicklung der Stadt ohne zugehörige Orte:
- 1948: 2.971
- 1953: 4.032
- 1961: 4.769
- 1971: 6.493
- 1981: 9.538
- 1991: 11.357
- 2002: 11.989
- 2011: 10.888 (11.400)

Die Bevölkerung besteht zu 83,45 % aus Serben und zu 10,77 % aus Sinti und Roma, der Rest von 5,78 % verteilt sich auf verschiedene andere ethnische Herkünfte.

## Söhne und Töchter der Stadt
- Milan Traikovits (* 1992), zypriotischer Hürdenläufer serbischer Herkunft